# Svoboda svědomí
Princip svobody svědomí znamená veřejné, společenské a právní uznání, že v určitých věcech se jednotliví lidé mohou řídit zásadami, které jsou ve sporu se zásadami většiny, ale jejichž porušení by pro ně znamenalo vážný zásah do jejich lidské identity a integrity. Společnost, která se řídí principem svobody svědomí, si proto u těchto lidí nevynucuje přizpůsobení většině, ve zvláštních případech dokonce ani právnímu řádu, a uznává tak zvanou výhradu svědomí. Příkladem mohou být odpírači zbraní "z důvodů svědomí".
Svoboda svědomí úzce souvisí se svobodou náboženskou, liší se však tím, že se chápe jako svoboda jednotlivce, nikoli jako přípustnost určité církve nebo společenství. Proto se prosadila později a s většími nesnázemi. Dlouho se také rozlišovalo mezi svobodou in foro interno, tj. doma, což znamenalo například domácí bohoslužbu, a in foro externo, čili na veřejnosti.

## Historie
Některé starověké říše připouštěly výjimky pro výrazné náboženské skupiny například v Persii nebo ve starověké římské říši. V císařském Římě nebyli Židé nuceni obětovat bohům ani sloužit ve vojsku. Podobně byli křesťané a židé tolerováni v některých muslimských říších. Jednalo se však vesměs o uznání náboženství, nikoli o svobodu osobní. Urgentní potřeba svobody svědomí však vyvstala v pozdním středověku a zejména v reformaci, a to v nábožensky smíšených oblastech. Od 16. století ji někteří myslitelé začínají chápat ne jako výsadu pro určité skupiny (jako tomu bylo ještě v Tolerančním patentu Josefa II.), ale jako obecný princip a jednu ze základních svobod každého občana.
Dlouhou historii má i kritika svobody svědomí. Argumentuje obvykle:
1. praktickou potřebou jednoty společnosti a dodržování stejných pravidel, anebo
2. úvahou o tom, že pravdivé může být jen jedno přesvědčení, takže svoboda svědomí by pak znamenala "svobodu se mýlit".

Ještě v 18. století se většinou - a to i například v USA - připouštěla koexistence různých církví, vůči svobodě jednotlivého svědomí však měli i američtí politici vážné výhrady a zdůvodňovali je tím, že by mohla být záminkou pro náboženskou lhostejnost.

## Lidské právo
V tomto smyslu, jako individuální lidské právo - i když s řadou omezení - vyhlásila svobodu svědomí Velká francouzská revoluce a po ní různé další v průběhu 19. a 20. století. Protože souběžně klesal veřejný a politický význam organizovaného náboženství, mohla svobodu svědomí vyhlásit i Všeobecná deklarace lidských práv OSN z roku 1948.
Problém ovšem nastává tam, kde se výhrady "z důvodů svědomí" dostávají do sporu se zákonodárstvím států. Tak některé radikální křesťanské skupiny zásadně odmítaly přísahu, jiné odmítaly používat zbraně. Jejich členové pak byli - a někde dodnes jsou - trestání a vězněni. V naší zemi byla náhradní vojenská služba (beze zbraně) zákonem povolena až v roce 1990, vojenské úřady však mohly jen obtížně zjišťovat, kdo k tomu má skutečné "důvody svědomí" a kdo si chce jen vojenskou službu usnadnit; náhradní služba bylo proto delší a žadatelé se museli obhajovat před odbornou komisí.

## Svoboda svědomí v ČR
Listina základních práv a svobod v článku 15 stanoví:
1. Svoboda myšlení, svědomí a náboženského vyznání je zaručena. Každý má právo změnit své náboženství nebo víru anebo být bez náboženského vyznání.
2. Svoboda vědeckého bádání a umělecké tvorby je zaručena.
3. Nikdo nemůže být nucen vykonávat vojenskou službu, pokud je to v rozporu s jeho svědomím nebo s jeho náboženským vyznáním. Podrobnosti stanoví zákon.

Souvisejícími svobodami náboženskými se dále týká i článek 16.

## Vězeň svědomí
Mezinárodní organizace pro lidská práva rozlišují zvláštní kategorii vězňů svědomí, to jest osob, které by mohly být z vězení propuštěny, kdyby se vzdaly některých svých zásad, které to ale přesto neudělají. Vězeň svědomí není totéž co politický vězeň, protože jeho konflikt se státem se netýká výkonu vlády a politické soutěže o ni, nýbrž určitých, obvykle náboženských zásad. Přesto se u nás často oba pojmy směšují a mluví se jen o politických vězních.
Podobné konflikty se vyskytují i v demokratických společnostech, například u lékařů, kteří se nechtějí podílet na interrupcích, anebo u lidí, kteří z náboženských důvodů odmítají povinné očkování. Princip svobody svědomí vyžaduje, aby se takové jednání netrestalo, problém však vzniká, pokud rodiče odmítají očkování svých dětí, protože tím zasahují do životů jiných, případně u infekčních chorob ohrožují i další.